# Пневи
Пне́ви (пол. Pniewy, нім. Pinne) — місто в західній Польщі.

## Демографія
Демографічна структура станом на 31 березня 2011 року:
|          | Загалом | Допрацездатний вік | Працездатний вік | Постпрацездатний вік |
| -------- | ------- | ------------------ | ---------------- | -------------------- |
| Чоловіки | 3756    | 810                | 2691             | 255                  |
| Жінки    | 4148    | 807                | 2595             | 746                  |
| Разом    | 7904    | 1617               | 5286             | 1001                 |